# لئو فندر
لئو فندر (به انگلیسی: Leo Fender) (زادهٔ ۱۰ اوت ۱۹۰۹ – درگذشتهٔ ۲۱ مارس ۱۹۹۱) ابداع‌کننده سازهای تو پُر (به انگلیسی: Solid body) و بنیان‌گذار شرکت لوازم موسیقی فندر، میوزیک‌من و جی اند ال بود.
آشنایی لئو فندر با گیتار الکتریک از زمانی آغاز شد که برخی نوازندگان برای تعمیر پیکاپ سازهای‌شان به او (که متخصص الکترونیک و تعمیرکار رادیو بود) مراجعه می‌کردند. پس از مدتی با مشاهده اشکالاتی که برای بدنه و متعلقات گیتارهای توخالی پیش می‌آمد، ایده ساخت سازهایی با بدنهٔ تو پُر ساده و مقاوم به ذهن وی رسید. او در سال ۱۹۴۸ موفق به ساخت اولین ساز توپُر شد و نام برودکستر را بر آن نهاد که دو سال بعد به تلکستر تغییر یافت.
تلکستر، استرتوکستر، جز بیس و آمپلی‌فایرهای فندر نام‌های شناخته شده موسیقی راک و مورد علاقه بسیاری از نوازندگان برجسته نیم قرن اخیر بوده‌اند.
بسیاری از شرکت‌های معتبر تولیدکننده آمپلی‌فایر از جمله مارشال، از اَمپ‌های فندر در تولید محصولات‌شان الگوبرداری کرده‌اند.
در سال ۱۹۹۲ فندر به‌عنوان ابداع‌کنندهٔ اولین گیتار بدنه تُوپر و تحولی که اختراع‌اش در موسیقی راک اند رول به‌وجود آورد به‌عنوان عضو جدید تالار مشاهیر راک اند رول معرفی شد.